# Tegostoma chirazalis
Tegostoma chirazalis là một loài bướm đêm trong họ Crambidae.